# يسبر يورغنسن
يسبر يورغنسن (بالدنماركية: Jesper Jørgensen)‏ هو لاعب كرة قدم دنماركي في مركز الوسط، ولد في 9 مايو 1984 في Varde ‏ في الدنمارك. شارك مع منتخب الدنمارك تحت 19 سنة لكرة القدم ومنتخب الدنمارك تحت 20 سنة لكرة القدم ومنتخب الدنمارك تحت 21 سنة لكرة القدم. أما مع النوادي، فقد لعب مع زولته فاريجيم وكلوب بروج ونادي إيسبيرغ ونادي غينت.

## وصلات خارجية
- يسبر يورغنسن على موقع قاعدة بيانات كرة القدم.إي يو (الإنجليزية)
- يسبر يورغنسن على موقع Soccerway.com (الإنجليزية)
- يسبر يورغنسن على موقع AS.com (الإسبانية)